# Regionalwahl im Piemont 1970
Die Regionalwahl im Piemont 1970 fand am 7. und 8. Juni statt.

## Wahlergebnis
| Listen            | Listen                                           | Stimmen   | %    | Mandate |
| ----------------- | ------------------------------------------------ | --------- | ---- | ------- |
|                   | Democrazia Cristiana                             | 1.029.883 | 36,7 | 20      |
|                   | Partito Comunista Italiano                       | 727.619   | 25,9 | 13      |
|                   | Partito Socialista Italiano                      | 296.219   | 10,6 | 5       |
|                   | Partito Socialista Unitario                      | 231.121   | 8,2  | 4       |
|                   | Partito Liberale Italiano                        | 225.395   | 8,0  | 4       |
|                   | Movimento Sociale Italiano                       | 92.951    | 3,3  | 2       |
|                   | Partito Socialista Italiano di Unità Proletaria  | 87.473    | 3,1  | 1       |
|                   | Partito Repubblicano Italiano                    | 87.100    | 3,1  | 1       |
|                   | Partito Democratico Italiano di Unità Monarchica | 28.025    | 1,0  | –       |
| Gesamt            | Gesamt                                           | 2.805.786 | 100  | 50      |
|                   |                                                  |           |      |         |
| Ungültige Stimmen | Ungültige Stimmen                                | 189.692   | 6,3  |         |
| Wähler            | Wähler                                           | 2.995.478 | 94,5 |         |
| Wahlberechtigte   | Wahlberechtigte                                  | 3.170.017 |      |         |